# Kayah
Kayah, Katarzyna Magda Rooijens (n. 5 noiembrie 1967, Varșovia, Polonian) este o cântăreață poloneză, compozitoare, producătoare de muzică, prezentatoare radio și personalitate de televiziune.